# Tiberio Calcagni
Tiberio Calcagni, född i februari 1532 i Florens, död 7 december 1565 i Rom, var en italiensk skulptör och arkitekt under renässansen. Han var elev till Michelangelo.
Calcagni studerade arkitektur i Rom. Enligt Giorgio Vasari fullbordade Calcagni två av Michelangelos skulpturer: Brutus och Florentinska Pietà.
I slutet av 1550-talet lade Michelangelo fram flera projekt för ombyggnaden av kyrkan San Giovanni dei Fiorentini i Rom; Calcagni utförde en trämodell av ett av Michelangelos förslag. Calcagni ledde arbetet med Michelangelos Cappella Sforza i Santa Maria Maggiore, men detta avbröts år 1564 då både Michelangelo och beställaren, kardinal Guido Ascanio Sforza di Santa Fiora, avled.
År 1565 utförde Calcagni en restaurering av kyrkan Sant'Angelo al Corridoio vid Passetto di Borgo.
Tiberio Calcagni dog i Rom den 7 december 1565 och begravdes i kyrkan San Giovanni Decollato.
Inskriptionen på Calcagnis gravsten lyder:

## Bilder
| - Brutus. Bargello, Florens. - Florentinska Pietà. Museo dell'Opera del Duomo, Florens. - Kyrkan Sant'Angelo al Corridoio. |